# 奕居

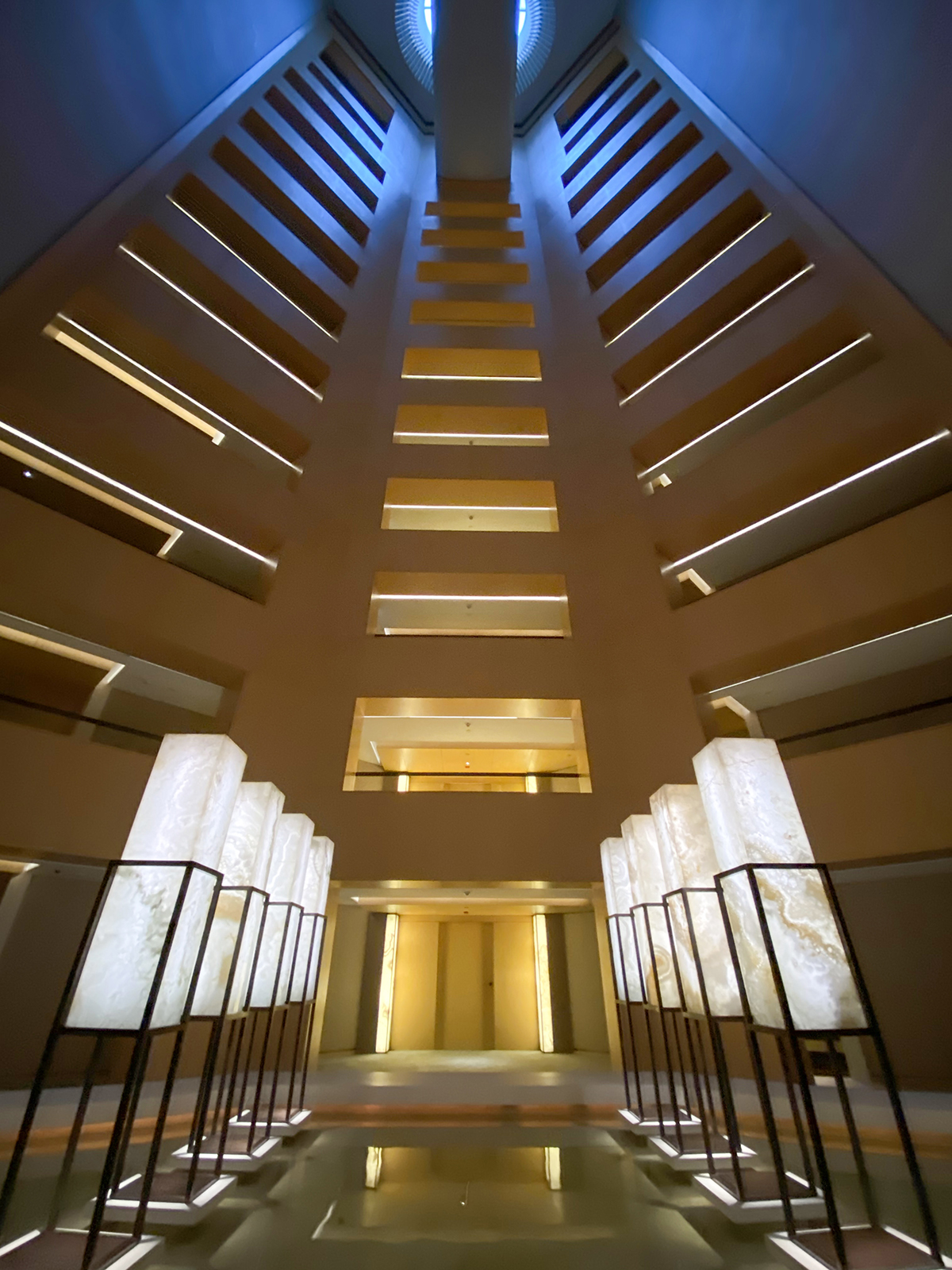
奕居中庭共有10層

奕居（英語：The Upper House）位處香港金钟道88号，座落於太古廣場香港JW萬豪酒店大樓38樓至49樓，酒店一共有10層，設117間客房，2009年10月開幕，是太古集團經營的五星級酒店，2011年獲Preferred Hotels & Resorts頒授「年度最佳酒店」大奬，亦是2012年Trip Advisor「旅行者之選獎」得主。由著名香港設計師傅厚民（Andre Fu）設計。
酒店經營風格以設計獨特見稱，積極與各類創意單位（特別是時裝界）合作，舉辦論壇等活動。維多莉亞·貝克漢、街拍達人尼克·伍斯特以及時裝設計師Philip Treacy、馬修·威廉姆森等名人都曾經入住。

## 設施
6樓設THE LAWN 小型花園，48樓設健身室，49樓頂層設供應歐陸料理的Café Gray Deluxe，可享維港美景，於2020年12月31日關閉。2021年4月重開後改名為地中海餐廳Salisterra。另一部分為24小時開放的Sky Lounge。
而酒店有免費單程專車接送服務，前往東隅酒店享用游泳池。

## 外部連結
官方網站 （页面存档备份，存于）